# 全田良子
全田 良子（ぜんだ よしこ）は、日本の国連職員。国際連合人口基金 (UNFPA) ニューヨーク本部・変更管理および事業継続部の上級顧問。UNFPAジンバブエ・カンボジア事務所元駐在代表。

## 人物・経歴
台湾のアメリカンスクールを卒業。1977年、上智大学比較文化学部卒業。アメリカ・ニューヨーク州立大学バッファロー校政治学修士課程修了（政治学修士号取得）。日系銀行のニューヨーク支店で半年間勤務後、1980年にJPOとして国際連合人口基金 (UNFPA) のニューヨーク本部で勤務開始。アジア課にて3年間勤務後、中国、タイ、ジンバブエ、インドネシア、カンボジアのフィールド事務所で17年間にわたり、家族計画とエイズ対策を中心とした開発事業に従事。ジンバブエとカンボジア事務所駐在代表を務める。2003年、ニューヨークに戻り、国際連合児童基金 (UNICEF) のHIV/AIDSセクション、UNFPA西アフリカ課、国際連合開発計画 (UNDP) 国連開発グループ室、UNFPA戦略計画室を経て、UNFPAニューヨーク本部上級顧問に就任。